# (10977) Mathlener
(10977) Mathlener est un astéroïde de la ceinture principale, découvert le 30 septembre 1973 à l'observatoire Palomar par Cornelis Johannes van Houten, Ingrid van Houten-Groeneveld et Tom Gehrels.

## Orbite
L'orbite de (10977) Mathlener se caractérise par un demi-grand axe de 2,24 UA, une excentricité de 0,02 et une inclinaison de 1,4° par rapport à l'écliptique.

## Classification
(10977) Mathlener est un astéroïde de type A, donc riche (> 80 %) en olivine, au moins en ce qui concerne les roches de sa surface.